# John M. Mundy
John M. Mundy (* 2. September 1952 in Ottawa) ist ein ehemaliger kanadischer Diplomat.

## Leben
John M. Mundy ist der Sohn von Denise Shirley Dolphin und David Beattie Mundy. Er heiratete Leannc Elizabeth Fraser Carson ihre Kinder sind Karyn, Geoffrey und Kristen. Mundy wurde 1973 Bachelor der Queen’s University (Kingston) und 1977 Master der Betriebswirtschaft der University of Western Ontario. Er spricht eine 1974 in Dijon zertifizierte Französische Sprache.
Am 10. Juni 1999 erhielt er Exequatur als Generalkonsul in Sydney. Am 13. April 2007 wurde er zum Botschafter in Teheran ernannt, wo er am 3. Dezember 2007 aufgefordert wurde den Iran zu verlassen. 2008 wurde er in den Ruhestand versetzt. 2012 trat er dem Centre for International Policy Studies der University of Ottawa als Gesellschafter bei.